# Лихтенштейнский франк
Лихтенште́йнский франк (нем. Franken) — валюта Лихтенштейна с 1924 года, использующаяся совместно с швейцарским франком, также являющимся официальной валютой страны, поскольку Лихтенштейн и Швейцария с 1921 года состоят в таможенном и валютном союзе. До 1921 года валютой княжества была австрийская крона.
В 1924 году были выпущены первые лихтенштейнские монеты во франках — серебряные ½, 1, 2 и 5 франков. Следующий выпуск состоялся в 1930 году, отчеканены золотые 10 и 20 франков. Далее чеканились только золотые монеты.
По договору со Швейцарией 1980 года Лихтенштейн имеет право чеканить собственные монеты, обязуясь использовать швейцарские банкноты. В употреблении находятся только швейцарские денежные знаки, лихтенштейнские монеты выпускаются только как памятные.